# Skate America de 2019
El Skate America de 2019 fue una competición internacional de patinaje artístico sobre hielo, la primera del Grand Prix de patinaje artístico sobre hielo de la temporada 2019-2020. Tuvo lugar en Las Vegas, entre el 18 y el 20 de octubre de 2019. Se realizaron competiciones en las modalidades de patinaje individual masculino, femenino, patinaje en parejas y danza sobre hielo, y sirvió como clasificatorio para la Final del Grand Prix.

## Resultados

### Patinaje individual masculino
| Pos. | Nombre         | Total  | Programa corto | Programa corto | Programa libre | Programa libre |
| ---- | -------------- | ------ | -------------- | -------------- | -------------- | -------------- |
| 1    | Nathan Chen    | 299.09 | 1              | 102.71         | 1              | 196.38         |
| 2    | Jason Brown    | 255.09 | 4              | 83.45          | 2              | 171.64         |
| 3    | Dmitri Aliev   | 253.55 | 2              | 96.57          | 3              | 156.98         |
| 4    | Keegan Messing | 239.34 | 3              | 96.34          | 8              | 143.00         |
| 5    | Kazuki Tomono  | 229.72 | 8              | 75.01          | 4              | 154.71         |

### Patinaje individual femenino
| Pos. | Nombre                 | Total  | Programa corto | Programa corto | Programa libre | Programa libre |
| ---- | ---------------------- | ------ | -------------- | -------------- | -------------- | -------------- |
| 1    | Anna Shcherbakova      | 227.76 | 4              | 67.60          | 1              | 160.16         |
| 2    | Bradie Tennell         | 216.14 | 1              | 75.10          | 2              | 141.04         |
| 3    | Elizaveta Tuktamysheva | 205.97 | 5              | 67.28          | 3              | 138.69         |
| 4    | Kaori Sakamoto         | 202.47 | 2              | 73.25          | 4              | 129.22         |
| 5    | Lim Eun-soo            | 184.50 | 8              | 63.96          | 5              | 120.54         |

### Patinaje en parejas
| Pos. | Nombre                              | Total  | Programa corto | Programa corto | Programa libre | Programa libre |
| ---- | ----------------------------------- | ------ | -------------- | -------------- | -------------- | -------------- |
| 1    | Peng Cheng / Jin Yang               | 200.89 | 1              | 72.73          | 1              | 128.16         |
| 2    | Daria Pavliuchenko / Denis Khodykin | 196.98 | 2              | 71.25          | 3              | 125.73         |
| 3    | Haven Denney / Brandon Frazier      | 192.70 | 4              | 65.18          | 2              | 127.52         |
| 4    | Jessica Calalang / Brian Johnson    | 180.52 | 5              | 61.27          | 4              | 119.25         |
| 5    | Ashley Cain-Gribble / Timothy LeDuc | 177.54 | 3              | 68.20          | 5              | 109.34         |

### Danza sobre hielo
| Pos. | Nombre                                       | Total  | Programa corto | Programa corto | Programa libre | Programa libre |
| ---- | -------------------------------------------- | ------ | -------------- | -------------- | -------------- | -------------- |
| 1    | Madison Hubbell / Zachary Donohue            | 209.55 | 1              | 84.97          | 2              | 124.58         |
| 2    | Alexandra Stepanova / Ivan Bukin             | 206.57 | 2              | 81.91          | 1              | 124.66         |
| 3    | Laurence Fournier Beaudry / Nikolaj Sørensen | 197.53 | 3              | 79.17          | 3              | 118.36         |
| 4    | Olivia Smart / Adrián Díaz                   | 191.01 | 4              | 76.62          | 4              | 114.39         |
| 5    | Tiffany Zahorski / Jonathan Guerreiro        | 181.82 | 5              | 71.18          | 5              | 110.64         |